# Coussac-Bonneval (zámek)
Zámek Coussac-Bonneval (francouzsky Château de Coussac-Bonneval) je zámek ve francouzské obci Coussac-Bonneval v Haute-Vienne. Byl součástí obranného opevnění Akvitánska. Od počátku je majetkem rodu z Bonnevalu.

## Dějiny
Budova stojí na místě pevnosti z roku 930. Současná stavba pochází ze 14. století. Během staletí prošel několika stavebními úpravami. Má čtvercový půdorys, v každém rohu je kruhová věž. Obklopuje ho park v renesančním stylu.
V roce 1960 byl zařazen mezi francouzské historické památky. V letní sezóně je přístupný veřejnosti.